# Robert Keohane
Pour les articles homonymes, voir Keohane.
Robert Keohane, né le 3 octobre 1941 à Chicago, est un politologue américain, fondateur, avec Joseph Nye, de l'institutionnalisme néolibéral (en relations internationales). Les deux auteurs développent leur approche théorique en 1977 dans Power and Interdependence.

## Biographie
Il est professeur à la Woodrow Wilson School de l'université de Princeton.

## Prix
- Prix Johan Skytte de science politique (2005)
- Prix Balzan (2017) pour les relations internationales : histoire et théorie.

## Publications
- (avec Joseph Nye), Transnational Relations and World Politics, 1972
- (avec Joseph Nye), Power and Interdependence, 1977
- After Hegemony - Cooperation and Discord in the World Political Economy, 1984
- Neorealism and Its Critics, 1986
- Power and Governance in a Partially Globalized World, 2002
- Après l'hégémonie : coopération et désaccord dans l'économie politique mondiale, 2015